# Ohio (New York)
Pour les articles homonymes, voir Ohio (homonymie).
Ohio est une ville située dans le comté de Herkimer, dans l'État de New York, aux États-Unis,. En 2010, elle comptait une population de 1 002 habitants.

## Démographie
Lors du recensement de 2010, la ville comptait une population de 1 002 habitants. Elle est estimée, en 2019, à 1 003 habitants.